# Wadi Esfai
El Wadi Esfai o Wadi Sfai (en árabe: وادي اصفي‎, romanizado: Wādī Isfai), es un valle o río seco, con caudal efímero o intermitente, que fluye casi exclusivamente durante la temporada de lluvias, situado al noreste de los Emiratos Árabes Unidos, en el emirato de Ras al Jaima. 
El wadi nace en la zona montañosa situada al sur del Jabal Al Itim (1.017 m s.n.m.), a una altitud aproximada de 866 m s. n. m., y pertenece a la cuenca hidrográfica del Wadi Sifuni & Wadi Ashwani, del que es afluente por la izquierda. 
El conjunto de esta cuenca tiene una superficie aproximada de 216 km²; una elevación máxima de 1050 m s.n.m.; y limita al norte con la cuenca hidrográfica del Wadi Siji, al sur con la del Wadi Shawkah, y al este con la línea divisoria de las aguas que separa las vertientes que discurren hacia el Golfo Pérsico y áreas desérticas del interior del país, y las que vierten hacia el Golfo de Omán.
Es categóricamente errónea la afirmación, difundida por algún medio contemporáneo, de que el Wadi Esfai confluye con el Wadi Shawkah al sur del pueblo de Esfai. Al pertenecer a cuencas diferentes, el Wadi Esfai y el Wadi Shawkah no confluyen en ningún punto de su respectivo curso.
También es errónea la referencia al Wadi Esfai / Wadi Sfai en la obra del diplomático e historiador británico John Gordon Lorimer, publicada en 1908 Gazetteer of the Persian Gulf, Oman and Central Arabia, en la que se afirma que el Wadi Sfai es un afluente del Wadi Al Qor. Esta falsa referencia fue reproducida posteriormente en un documento de 1934, que se custodia en los Archivos Nacionales del Reino Unido, titulado Persian Gulf and Arabian Coast: valleys,. El Wadi Al Qor no sólo pertenece a una cuenca hidrográfica diferente, sino que además vierte sus aguas hacia el este de la divisoria, mientras que el Wadi Sifuni y sus afluentes, entre ellos el Wadi Esfai, vierten hacia el oeste.

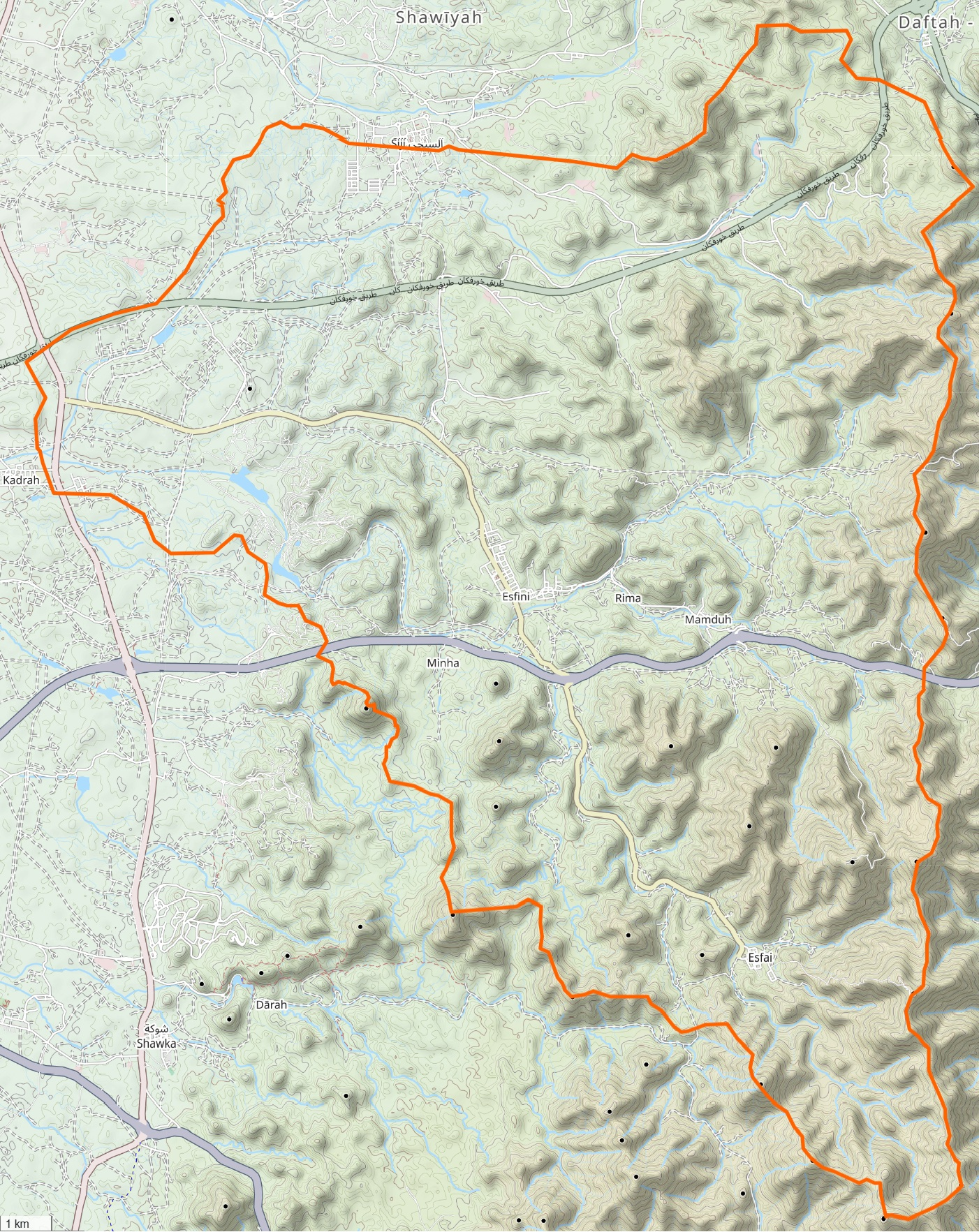
Wadi Sifuni & Wadi Ashwani. Cuenca hidrográfica conjunta de 216 km².

El Wadi Esfai recibe ocasionalmente fuertes aguaceros y lluvias torrenciales capaces para provocar inundaciones repentinas, suficientemente poderosas como para arrasar las carreteras y pistas de tierra y grava que lo atraviesan. Pese a ello, todavía no se ha construido en el cauce de este wadi, ninguna presa destinada a alimentar los recursos hídricos subterráneos y a reducir los daños por eventuales inundaciones.

## Toponimia
Nombres alternativos: 	Wadi Isfai, Wadi Sfai, Wādī Şufayy, Wadi Sufayy. También consta relacionado con el topónimo Wādī Ḩallābah, Wadi Hallabah.
Los nombres del Wadi Esfai (con la grafía Wadi Sfai) y el pueblo de Esfai (reseñado como Sfai), quedaron registrados en la documentación y mapas elaborados entre 1950 y 1960 por el arabista, cartógrafo, militar y diplomático británico Julian F. Walker, durante los trabajos efectuados para el establecimiento de fronteras entre los entonces denominados Estados de la Tregua, completados posteriormente por el Ministerio de Defensa del Reino Unido, en mapas a escala 1:100.000 publicados en 1971.

## Población
El área del Wadi Esfai estuvo poblada principalmente por la tribu Mazari, y sus habitantes vivían principalmente del cultivo de dátiles y tabaco, cría de animales, carbón, leña, miel, quesos y mantequilla.
En la actualidad, en el curso inferior y medio del Wadi Esfai existen numerosas granjas y explotaciones agrícolas.